# Polarimetrisches Radar

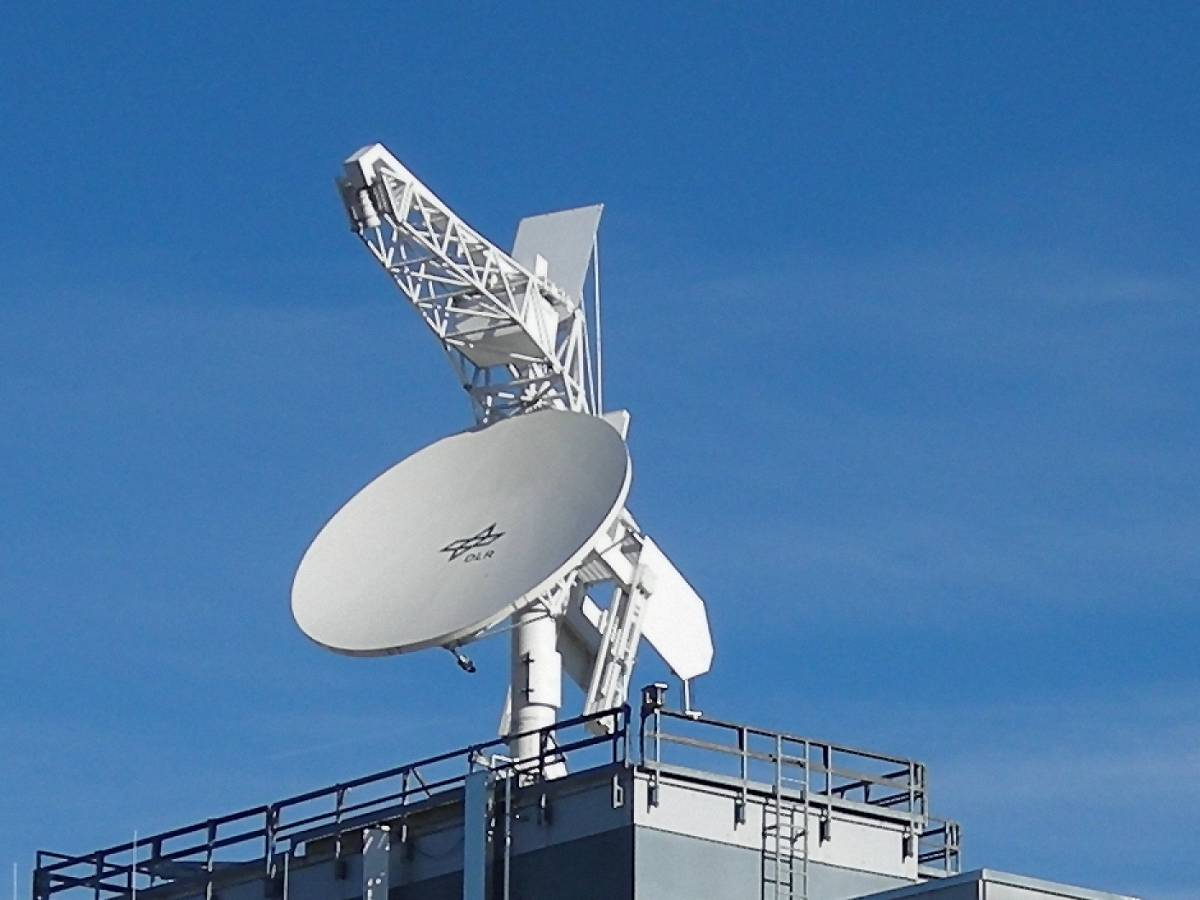
Radar-Antenne des Poldirad, ein für Forschungsaufgaben konzipiertes polarimetrisches Wetterradargerät des Deutschen Zentrums für Luft- und Raumfahrt

Ein polarimetrisches Radar ist eine spezielle Art eines Niederschlagsradars, das mit polarisierten elektromagnetischen Wellen arbeitet, das heißt, es wertet unter anderem die Änderung der Polarisation aus.
In der Praxis werden meistens polarimetrische Radare eingesetzt, die horizontal und vertikal polarisierte elektromagnetische Wellen aussenden und die reflektierten Wellen in diesen beiden Polarisationen simultan empfangen.

## Hintergrund
Herkömmliche Niederschlagsradare sind in der Lage, die Intensität des zurückgestreuten Signals (und damit des Niederschlags) anhand der Reflektivität Z sowie die Radialgeschwindigkeit des Niederschlags unter Ausnutzung des Dopplereffekts zu messen. Durch vergleichende Messungen erhält dieses Radar gesicherte Informationen über die Niederschlagsmengen und (als statistisch getroffene Aussage) über die Größe der einzelnen Regentropfen.
Durch die Verwendung unterschiedlicher Polarisationen erhält man zusätzliche Informationen, um eine Aussage über die Form der Niederschlagsteilchen (Hydrometeore) zu treffen. Somit sind polarimetrische Radargeräte in der Lage, die Niederschlagsteilchen nach Art (Schnee, Hagel, Regen) zu klassifizieren.

## Arbeitsweise

Asphärische Form eines fallenden Regentropfens

Mit der horizontal polarisierten Welle wird die horizontale Ausdehnung der reflektierenden Objekte gemessen. Das Messergebnis des Empfangskanals für horizontal polarisierte wird als ZH bezeichnet. Analog dazu mit der vertikal polarisierten Welle die vertikale Ausdehnung ZV. Das Verhältnis ZH/ZV wird das differentielle Reflexionsvermögen ZDR genannt. 
Fallende Regentropfen haben durch den Luftwiderstand eine asphärische, abgeplattete Form. Ein fallender Regentropfen ist immer etwas breiter als hoch. Je größer der Regentropfen, desto ausgeprägter ist die Disproportion. Deshalb misst bei fallenden Regentropfen die horizontal polarisierte Komponente eine größere Reflektivität als die vertikale Komponente. Die Dielektrizitätskonstante von kompaktem Eis beträgt nur etwa 20 % der von Wasser, die Partikelform hat deshalb beim Hagel eine viel kleinere Wirkung als beim Regen. Hagelkörner haben auch eine unregelmäßige Form und fallen taumelnd, manchmal sogar hochkant herunter. Deshalb wird das polarimetrische Radar eine größere vertikale Komponente ZV bei einem sehr niedrigen ZDR-Wert messen und so ein Hagelgebiet zweifelsfrei von einem normalen Regengebiet unterscheiden können.

## Polarimetrische Radargrößen
Neben den klassischen Radargrößen, die ein Niederschlagsradar messen kann, wie Richtung, Entfernung und der Reflektivität können durch Vergleich der empfangenen Polarisationsebenen zusätzlich bestimmt werden:
- das differentielle Reflexionsvermögen ZDR, beschreibt die Orientierung des Hydrometeors und den Blickwinkel des Radars zu diesem;
- die differentielle Phase φDP und die spezifische differentielle Phase KDP (Phasenunterschied zwischen den Echosignalen parallel und orthogonal), ist kein Phasenunterschied messbar, handelt es sich um isotrope Streuer, also um sehr kleine sphärische Partikel;
- das lineare Depolarisationsverhältnis LDR (beziehungsweise bei zirkular polarisierten Radargeräten das zirkulare Depolarisationsverhältnis CDR), beschreibt ein Taumeln des Hydrometeors: dieser kann dann nur aus Eis bestehen;
- Korrelationskoeffizient ρHV, wird genutzt, um exakt sphärische Streuer (Regen) von anderen Hydrometeoren zu unterscheiden.

Nur zur Messung der ersten beiden Parameters muss das Radar in beiden Polarisationsrichtungen senden. Die weiteren polarimetrischen Radargrößen werden bestimmt, indem das Radar nur in einer Polarisationsrichtung sendet (meist horizontal polarisiert, wegen der größeren Reichweite), aber in beiden Polarisationsrichtungen empfängt.

## Blockschaltbild

Die Sendeenergie aus dem leistungsfähigen Generator wird im Leistungsteiler geteilt. Ein Teil wird zu einem Hornstrahler mit horizontaler Polarisation geführt, der andere Teil zu einem Hornstrahler mit vertikaler Polarisation.
Die Duplexer (hier: Ferritzirkulatoren) schalten die Antenne im Sendemoment an den Sender und in der Empfangszeit an den Empfänger. Im Sendemoment müssen sie den empfindlichen Empfänger vor der großen Sendeleistung schützen.
Die Antenne setzt die hochfrequente Energie des Senders in elektromagnetische Wellen um und verteilt sie in bestimmte Richtungen. Dieser Prozess ist umkehrbar für den Empfang der Echosignale. Die empfangene Energie hat annähernd die gleiche Polarisation wie die gesendete Energie.
Die durch die Antenne empfangene Energie wird in zwei getrennten Empfangskanälen verarbeitet und im Radarsignalprozessor zu einem Wetterbild verarbeitet.
Der Umschalter zwischen den Leistungsteilern ermöglicht die phasenkorrekte Zusammenführung beider Leistungsteile und somit die Arbeit auf nur einer (hier gezeichnet: der horizontalen) Polarisationsebene. Der Empfangsweg wird dadurch nicht beeinflusst. Wegen möglicher Depolarisation wird der Empfänger trotzdem Echosignale auf der nicht gesendeten Polarisationsebene empfangen können.